# Легитимность
Легити́мность (от лат. legitimus «согласный с законами, законный, правомерный») — согласие народа с государственной властью, его добровольное признание за ней права принимать обязывающие решения.
Чем ниже уровень легитимности, тем чаще власть будет опираться на силовое принуждение. В теории игр легитимное действие — это такой поступок, который не оспаривается никем из «игроков», имеющих право и возможности это действие оспорить. Действие перестаёт быть легитимным, когда субъекту действия приходится прилагать неординарные усилия, чтобы отстоять своё право на принятие решений.

## В политологии
В политологии легитимность — политико-правовое понятие, означающее положительное отношение жителей государства, страны (края, региона и так далее) или больших групп, общественного мнения (в том числе и зарубежного) к действующим в конкретном государстве или стране (крае, регионе и так далее) институтам власти, признание их правомерности.
Процесс легитимации — это процесс общественного признания действий власти или политического лидера.
При потере доверия народа происходит делегитимизация власти, крайняя форма которой — кризис легитимности. Эта ситуация может быть вызвана противоречием интересов народа и политической элиты, конфликтами между ветвями власти, нарастанием угрозы национализма и др.

## Политическая легитимность
Применительно к политической легитимности известный английский политолог Дэвид Битэм (англ. David Beetham) разработал «нормативную структуру политической легитимности», изложенную в работе «Легитимация власти»:
1. власть соответствует принятым или установленным в обществе правилам;
2. эти правила оправданы путём ссылки на веру, которую разделяют управляемые и управляющие;
3. имеются доказательства согласия на существующие отношения власти.

Легитимность — первоначально то же, что и законность. В политологии легитимность — признание власти населением, а легальность — законность, соответствие правовым нормам (закону или подзаконным актам).

## Отношение легитимности и легальности
Термин «легитимность» возник в начале XIX века и выражал стремление восстановить во Франции власть короля как единственно законную, в отличие от власти узурпатора. Тогда же это слово приобрело и другой смысл — признание данной государственной власти и территории государства на международном уровне. Требование легитимности власти возникло как реакция против насильственной смены власти и перекройки государственных границ, против произвола и охлократии.
Легитимность означает признание населением данной власти, её права управлять. Легитимная власть принимается массами, а не просто навязывается им. Массы согласны подчиняться такой власти, считая её справедливой, авторитетной, а существующий порядок наилучшим для государства, страны (края, региона и так далее). Конечно, в обществе всегда есть граждане, нарушающие законы, не согласные с данным политическим курсом, не поддерживающие власть. Легитимность власти означает, что её поддерживает большинство, что законы исполняются основной частью общества.
Легитимность власти не следует путать с понятием легальность власти, также существующим в политологии.
Легальность власти — её юридическое обоснование, законность, её соответствие существующим в государстве правовым нормам. Легитимность, в отличие от легальности, не юридический факт, а социально-психологическое явление.
В обществе может существовать и нелегальная власть, например, мафия, которая может восприниматься народом (или его частью) как легитимная либо нелегитимная.
Легитимность — это доверие и принятие власти общественным сознанием, оправдание её действий, она связана с моральной оценкой. Граждане одобряют власть, исходя из своих моральных критериев, представлений о добре, справедливости, порядочности, совести. Легитимность призвана обеспечить повиновение, согласие без принуждения, а если оно не достигается, то — оправдать принуждение, применение силы. Легитимная власть и политика авторитетны и эффективны.
Чтобы завоевать и удержать легитимность, доверие народа, власть прибегает к аргументации своих действий (легитимация), обращаясь к высшим ценностям (справедливости, правде), к истории, чувствам и эмоциям, настроениям, реальной или вымышленной воле народа, велениям времени, научно-техническому прогрессу, требованиям производства, историческим задачам страны и т. д. Для оправдания насилия, репрессий часто используется деление людей на «своих» и «чужих».
Принципы легитимности (верования) могут иметь истоки в древних традициях, революционной харизме или в действующем законодательстве. Соответствующая типология легитимности, пользующаяся широким признанием, введена Максом Вебером. Согласно ей, три типа легитимности соответствуют трём источникам правомерности политической власти: традиция, харизма и рационально-правовая основа. Вебер подчёркивал, что речь идёт не об отнесении любого реального режима к какому-то из типов, а об абстракциях (так называемых «идеальных типах»), в конкретных политических системах сочетающихся в той или иной пропорции.

## Типы
В зависимости от того, какой из перечисленных мотивов поддержки населением политического нормативного порядка преобладает в обществе, принято выделять следующие типы легитимности: традиционную, харизматическую и рациональную.
- традиционная легитимность, формирующаяся на основе веры людей в необходимость и неизбежность подчинения власти, которая получает в обществе (группе) статус традиции, обычая, привычки к повиновению тем или иным лицам или политическим институтам. Данная разновидность легитимности особенно часто встречается при наследственном типе правления, в частности, в монархических государствах. Длительная привычка к оправданию той или иной формы правления создаёт эффект её справедливости и законности, что придаёт власти высокую стабильность и устойчивость;
- рациональная (демократическая) легитимность, возникающая в результате признания людьми справедливости тех рациональных и демократических процедур, на основе которых формируется система власти. Данный тип поддержки складывается благодаря пониманию человеком наличия сторонних интересов, что предполагает необходимость выработки правил общего поведения, следование которым и создаёт возможность для реализации его собственных целей. Иначе говоря, рациональный тип легитимности имеет по сути дела нормативную основу, характерную для организации власти в сложно организованных обществах.
- харизматическая легитимность, складывающаяся в результате веры людей в признаваемые ими выдающиеся качества политического лидера. Этот образ непогрешимого, наделённого исключительными качествами человека (харизма) переносится общественным мнением на всю систему власти. Безоговорочно веря всем действиям и замыслам харизматического лидера, люди некритически воспринимают стиль и методы его правления. Эмоциональный восторг населения, формирующий этот высший авторитет, чаще всего возникает в период революционных перемен, когда рушатся привычные для человека социальные порядки и идеалы и люди не могут опереться ни на бывшие нормы и ценности, ни на только ещё формирующиеся правила политической игры. Поэтому харизма лидера воплощает веру и надежду людей на лучшее будущее в смутное время. Но такая безоговорочная поддержка властителя населением часто оборачивается цезаризмом, вождизмом и культом личности.